# Benedetto Marzullo
Benedetto Marzullo (Cava dei Tirreni, 9 giugno 1923 – Roma, 15 ottobre 2016) è stato un filologo classico e grecista italiano.

## Biografia
Nato a Cava dei Tirreni (Salerno)  il 9 giugno 1923, studiò filologia classica a Firenze con il celebre grecista Giorgio Pasquali.  Dopo la laurea iniziò l’attività accademica insegnando dal 1953 nelle Università di Firenze, Bologna, Padova e Cagliari. Grecista di fama internazionale e specialista della drammaturgia greca insegnò infine nell’Università degli studi di Roma Tor Vergata nella quale fu professore ordinario e poi professore emerito di letteratura greca. Nel 1966 fondò la rivista Museum Criticum e ne pubblicò trentacinque annate.
La giuria del Premio Viareggio gli assegnò un premio speciale in occasione della sua edizione del 1969.
Nel 1971, con la collaborazione di Luigi Squarzina, di Umberto Eco, Tomás Maldonado, Roberto Leydi, Renato Barilli, Maurizio Grande e di altri grandi intellettuali italiani di quegli anni, creò il DAMS (Corso di Laurea in Discipline delle Arti, della Musica e dello Spettacolo) e lo diresse dal 1971 al 1975.
Morì a Roma il 15 ottobre 2016.

## Omaggi
Il 19 ottobre 2017 l'Università di Ferrara organizzò una Giornata internazionale di Studi intitolata Benedetto Marzullo, un filologo classico scomodo e stravagante.

## Opere
- Il problema omerico, 1952.
- La commedia classica, 1955.
- Studi di poesia eolica, 1958.
- Il misantropo di Menandro, traduzione, 1959.
- Frammenti della lirica greca, 1967.
- I sofismi di Prometeo, 1993.